# Rapistrum rugosum
Rapistrum rugosum es una especie de planta herbácea perteneciente a la familia Brassicaceae.

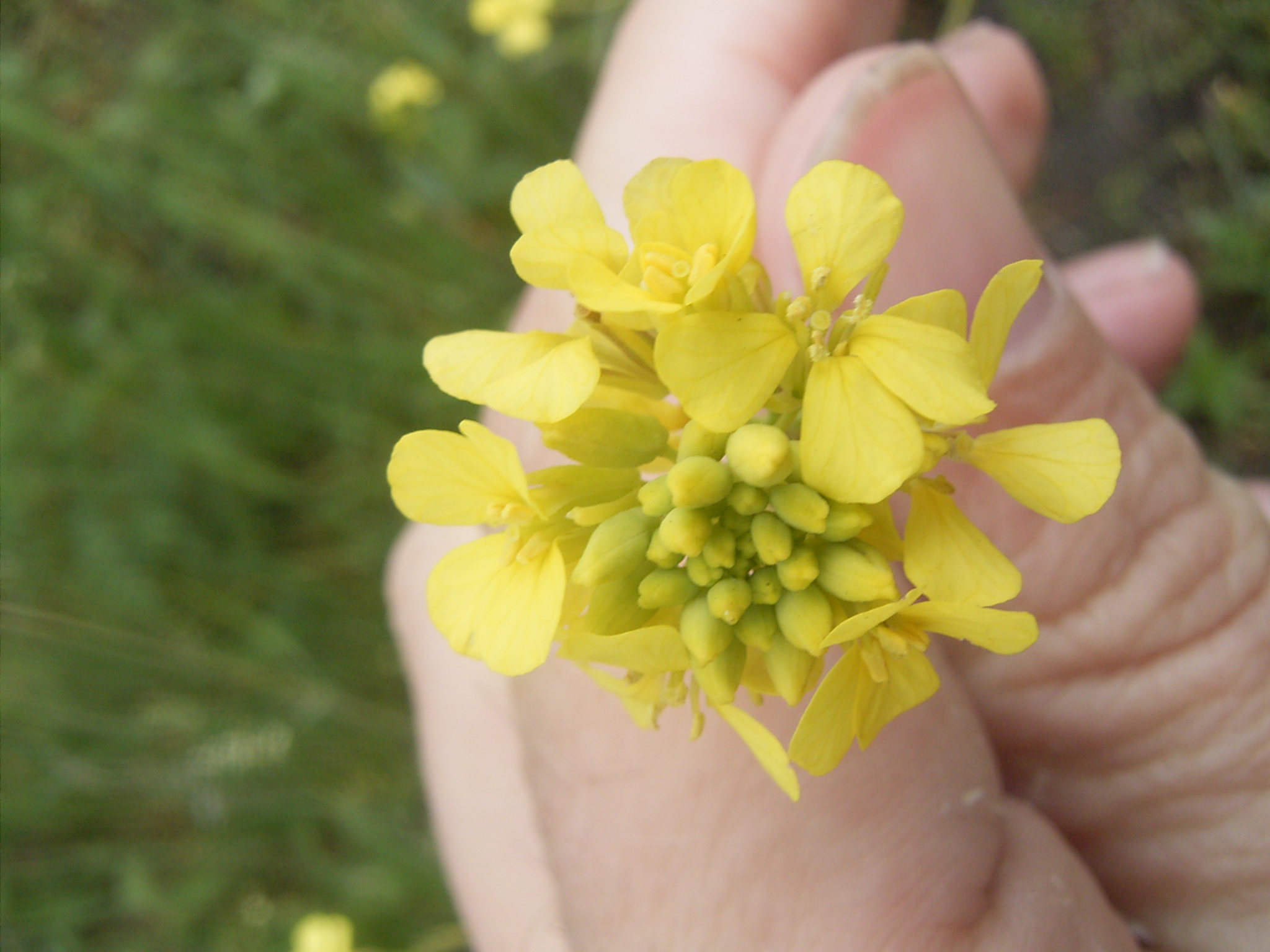
Detalle de la flor

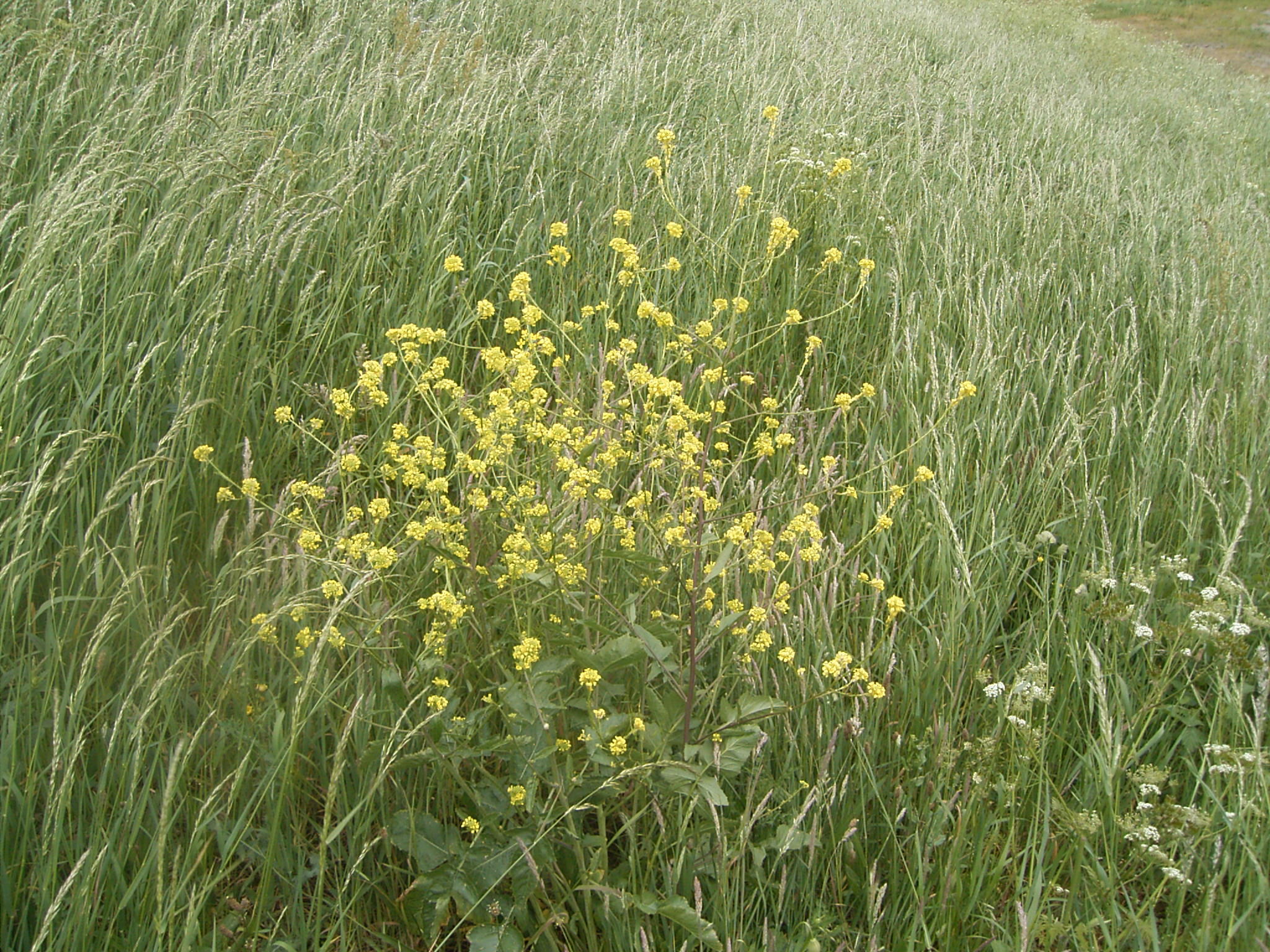
Vista de la planta en su hábitat

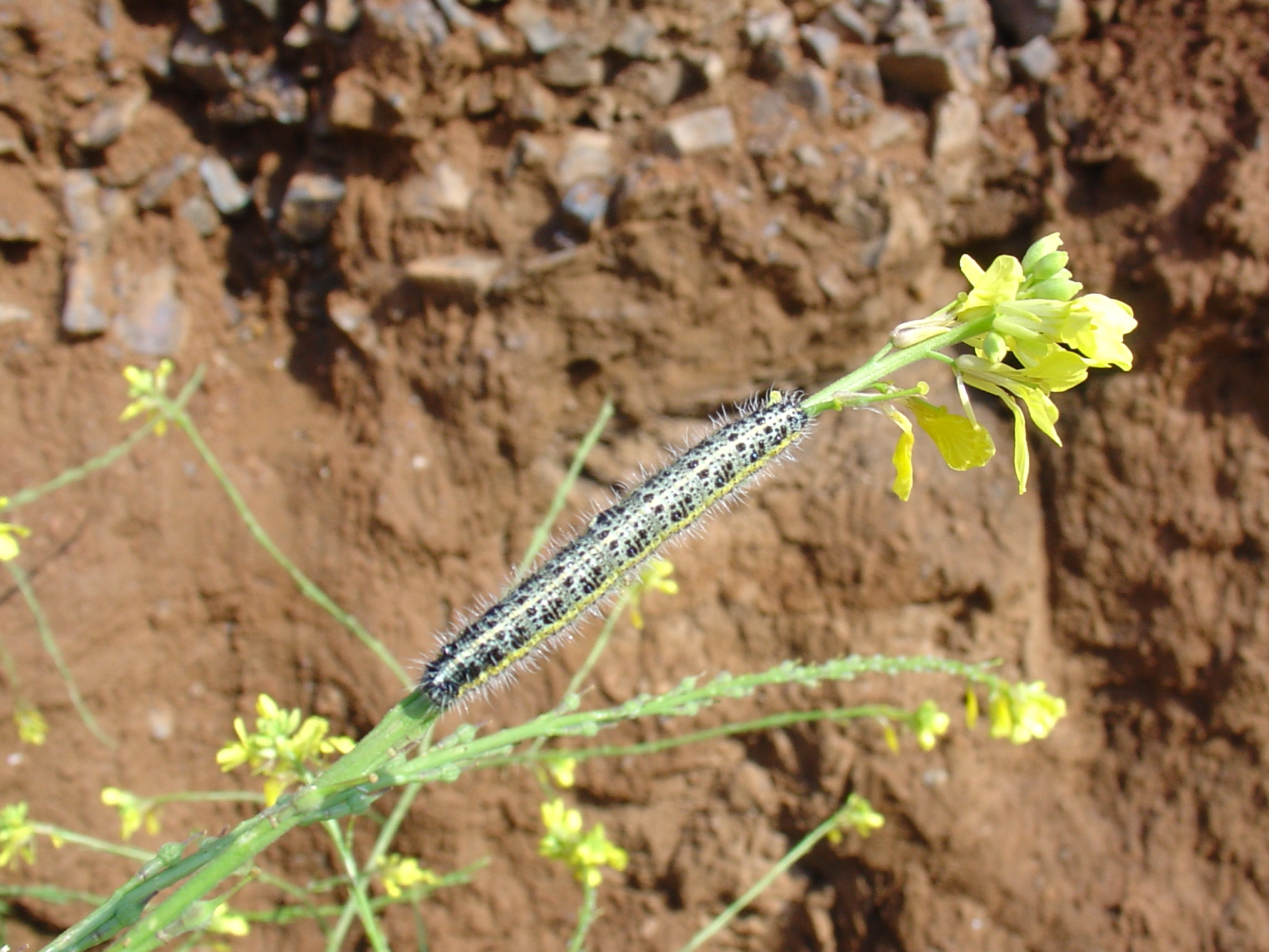
Detalle de la planta con oruga

## Descripción
Planta anual, herbácea de hasta 1 m de altura, híspida (pelos simples). Hojas basales pecioladas, liradas o pinnatipartidas, rosuladas, las cauliares cortamente pecioladas, oblongo-lanceoladas a cuneadas. Flores en racimo ebracteado, hermafroditas, actinomorfas, tetrámeras.  Fruto silícula de 3-10 mm, bisegmentado, el inferior subcilíndrico con hasta 3 semillas, el superior esférico u onovideo, monospermo, acostillado, reticulado y rugoso, con pico estilar.

## Maleza
Es una importante maleza de la comunidad de especie invasora de praderas artificiales para ganadería. Es medianamente resistente al herbicidas hormonales para praderas de leguminosas: 2 L/ha de 2,4 DB

## Taxonomía
Rapistrum rugosum fue descrita por L. All. y publicado en Flora Pedemontana 1: 257. 1785.
Sinonimia
- Arthrolobus rugosus Andrz. ex DC.
- Bunias raphanifolia Sibth. & Sm.
- Bunias verrucosa Moench
- Cakile rugosa (L.) L'Hér. ex DC.
- Cochlearia rugosa (L.) Crantz
- Cordylocarpus glaber D.Dietr. ex Steud.
- Crucifera erratica E.H.L.Krause
- Crucifera rugosa E.H.L.Krause
- Hirschfeldia hispanica (L.) Linding.
- Myagrum clavatum Poir.
- Myagrum hispanicum L.
- Myagrum monospermum Forssk.
- Myagrum orientale L.
- Myagrum rugosum L.
- Myagrum stylosum Gochnat ex DC.
- Myagrum venosum Pers.
- Rapistrum clavatum DC.
- Rapistrum confusum Pomel
- Rapistrum conoideum Pomel
- Rapistrum glabrum Host
- Rapistrum hirsutum Host
- Rapistrum hirtum Host
- Rapistrum hispanicum (L.) Crantz
- Rapistrum hispidum Godr.
- Rapistrum linnaeanum Boiss. & Reut.
- Rapistrum longeramosum Sennen
- Rapistrum longiracemosum Sennen
- Rapistrum microcarpum Jord. ex Loret
- Rapistrum orientale (L.) Crantz
- Rapistrum strictissimum Pomel
- Schrankia rugosa Medik.
- Schrankia sulcata Moench[2]